# 和歌山県道125号那賀かつらぎ線
和歌山県道125号那賀かつらぎ線（わかやまけんどう125ごう ながかつらぎせん）は、和歌山県伊都郡かつらぎ町を通る一般県道である。

## 概要
伊都郡かつらぎ町大字萩原から伊都郡かつらぎ町大字笠田中に至る。
京奈和自動車道紀北東道路と交差する地点で、かつらぎ西PAに併設するかつらぎ西ICに接続する。
起点の北川橋東交差点で国道480号バイパス（平道路）と接続し、終点の笠田小南交差点で国道24号（国道480号重複）と接続していることから、事実上の国道480号バイパスとして整備されており、大阪府と和歌山県を結ぶ幹線道路の一部として機能する。
2019年（平成31年）4月、跨線橋によるJR西日本和歌山線の単独立体交差化を含む伊都郡かつらぎ町笠田中地区のバイパス道路が供用された。

### 路線データ
- 起点：和歌山県伊都郡かつらぎ町大字萩原（北川橋東交差点、国道480号交点）
- 終点：和歌山県伊都郡かつらぎ町大字笠田中（笠田小南交差点、国道24号交点）
- 実延長：2.967 km

## 地理

### 通過する自治体
- 伊都郡かつらぎ町

### 交差する道路
| 交差する道路                    | 交差する場所 | 交差する場所          |
| ------------------------------- | ------------ | --------------------- |
| 国道480号                       | 大字萩原     | 北川橋東交差点 / 起点 |
| 紀ノ川広域農道                  | 大字笠田中   |                       |
| E24 京奈和自動車道 / 紀北西道路 | 大字笠田中   | 17 かつらぎ西IC       |
| 国道24号 国道480号 重複         | 大字笠田中   | 笠田小南交差点 / 終点 |

### 交差する鉄道
- 和歌山線

### 沿線
- E24 京奈和自動車道 かつらぎ西PA
- かつらぎ町立笠田小学校
- JR西日本和歌山線 笠田駅（終点付近）